# Soyaniquilpan de Juárez
Soyaniquilpan de Juárez è un comune del Messico, situato nello stato di Messico.